# Ružiná
Ružiná je obec v okrese Lučenec v Banskobystrickém kraji na Slovensku. Leží v severozápadní části Lučenské kotliny na soutoku potoků Teplica a Drieňovec. V obci žije 835 obyvatel. Nejbližší města jsou Lučenec (osmnáct kilometrů jihovýchodně) a Detva (22 kilometrů severně).
První písemná zmínka o vesnici pochází z roku 1499. Ve vsi stojí jednolodní barokní římskokatolický kostel svatého Františka z Assisi z let 1750–1755. V katastrálním území obce se nachází vodní nádrž Ružiná a zasahují do něj části přírodních rezervací Ružinské jelšiny a Príbrežie Ružinej.